# جورج فرانسيس أتكينسون

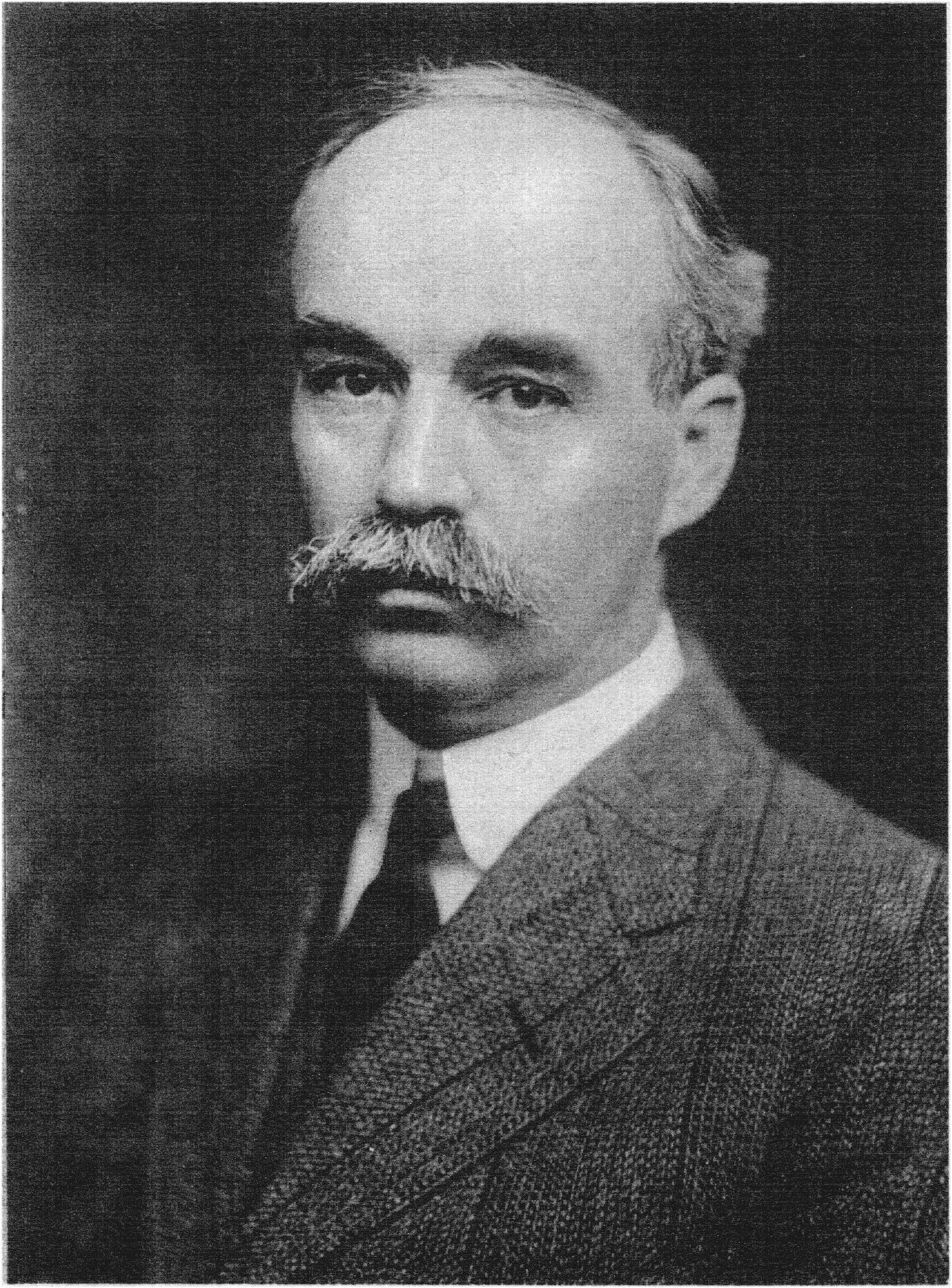
جورج فرانسيس أتكينسون

جورج فرانسيس أتكينسون (بالإنجليزية: George Francis Atkinson)‏ (26 يناير 1854 - 14 نوفمبر 1918 م) عالم نبات أمريكي متخصص بعلم الفطريات.

## روابط خارجية
- National Academy of Sciences Biographical Memoir
- مؤلفات George Francis Atkinson في مشروع غوتنبرغ
- أعمال أو نبذة عن جورج فرانسيس أتكينسون على أرشيف الإنترنت